# S-99
S-99 war ein experimentelles U-Boot der sowjetischen Marine mit Walter-Antrieb, das unter Projekt 617 kurz nach dem Zweiten Weltkrieg entwickelt und gebaut wurde. Die NATO bezeichnete das Baumuster als Whale-Klasse.

## Entwicklung
Projekt 617 war der Versuch, erbeutete Pläne der deutschen U-Boot-Klasse XVI mit Walter-Antrieb in einer eigenen Konstruktion umzusetzen. Die Vorteile eines von der Außenluft unabhängigen Antriebes waren gegenüber dem konventionellen Antrieb mit Dieselmotoren offensichtlich, da ein so ausgerüstetes U-Boot seine Batterien nicht mehr an der Wasseroberfläche aufladen musste und dementsprechend deutlich weniger verwundbar war.
Die Planungen für das U-Boot selbst waren 1947 durch die ZKB-18-Entwicklergruppe unter A. A. Antipin weitgehend abgeschlossen worden. Die Planung des Antriebssystems wurde durch das SKB-143-Planungsbüro übernommen.

### Rumpf
Der Rumpf war für einen möglichst geringen Strömungswiderstand ausgelegt. Der Turm war in diesem Sinne deutlich flacher als bei zeitgenössischen Modellen ausgelegt und hatte zudem abgerundete Kanten. Auf Decksbewaffnung in Form eines Deckgeschützes oder von Flugabwehrkanonen wurde aus dem gleichen Grund verzichtet. Die Rumpfform wirkte sehr gedrungen.
Der Druckkörper war in sechs Abteilungen unterteilt:
- Torpedoraum mit Reservetorpedos und den Rudermotoren der Bugtiefenruder
- Unterkünfte und Batterien
- Zentrale mit Sehrohren und Steuerkontrollen
- Dieselmaschinenraum, in dem zusätzlich Kontrollen und Instrumente für die Turbine im nächsten Abteil untergebracht waren
- Turbinenraum mit Walter-Turbine
- E-Maschinenraum mit den beiden Elektromotoren und den Rudermotoren der Tiefen- und Seitenruder

### Antriebssysteme
Eine PSTU-Turbine mit 7.250 PS (5.332 kW) bildete den Hauptantrieb. Diese nach dem Walter-Prinzip konstruierte Maschine wurde mit Wasserstoffperoxid betrieben. Davon wurde ein Großteil in speziellen Kunststoffbehältern mitgeführt, da der aggressive Stoff die Hüllen normaler Tanks zerfraß.
Ein Typ-8H-23/30-Schiffsdieselmotor mit 600 PS (441 kW) bei 1000 Umdrehungen bildete alternativ den Hauptantrieb, indem er Dieselkraftstoff und Luftsauerstoff verbrannte, um Antriebsenergie oder Strom zum Aufladen der Batterien zu erzeugen. Es wurden 13,9 Tonnen Treibstoff für diese Maschine mitgeführt.
An Elektromotoren waren ein PG 100 mit 540 PS (397 kW) und ein kleiner PG-105-Motor mit 140 PS (103 kW) an Bord.

### Reichweite
Aufgetaucht konnten 8500 Seemeilen bei 8,5 Knoten zurückgelegt werden. Bei 14,2 Knoten konnte getaucht 198 Seemeilen weit gefahren werden, bevor der Treibstoff verbraucht war.

### Bewaffnung
S-99 besaß sechs Bugtorpedorohre im Kaliber 533 mm. Es konnten sechs Waffen in den Rohren und sechs weitere im Torpedoraum verstaut werden, so dass zwölf Torpedos mitgeführt werden konnten.

### Geschichte
S-99 wurde am 5. Februar 1951 auf der Werft 196, der Sudomechwerft (heute wieder Neue Admiralitätswerft), in Leningrad auf Kiel gelegt und lief am 5. Februar 1952 vom Stapel. Bereits bei den ersten Erprobungen kam es zu kleineren Zwischenfällen, bei denen Feuer ausbrachen oder kleine Knallgasexplosionen stattfanden. Es wurden im Tauchbetrieb jedoch Geschwindigkeiten von bis zu 22 Knoten erreicht. Bis 1959 wurden zahlreiche weitere Erprobungen durchgeführt, unter anderem schob man einen Werftaufenthalt im Frühjahr 1959 auf, um technische Lösungen für Projekt 643 bei weiteren Tests auszuarbeiten.
Am 19. Mai 1959 kam es auf 80 Meter Tiefe in Abteilung 5 zu einer Explosion von Wasserstoffperoxid an einem der Absperrventile. Das Boot begann über das Heck zu sinken und konnte erst bei 120 Metern abgefangen werden. Rauch breitete sich in die benachbarten Abteilungen aus und Wasser drang ins Boot. Nach dem Auftauchen konnte das Feuer unter Kontrolle gebracht werden, die Seeleute in Abteilung 6 blieben aber gefangen, bis das Boot den Hafen erreichte, da das Heck so tief lag, dass die Notausstiegsluke der Abteilung unter Wasser lag.
Die Schäden in Abteilung 5 waren schwer und nach Untersuchungen zur Unfallursache wurde beschlossen, S-99 außer Dienst zu stellen. 1964 wurde das U-Boot abgewrackt.

### Projekt 643
Projekt 643 war eines der U-Boot-Projekte, die auf der Basis der aus S-99 gewonnenen Erkenntnisse entwickelt werden sollten. Die Verdrängung hätte sich auf 1865 Tonnen erhöht, die Bewaffnung wäre auf sechs Bug- und zwei Heckrohre erweitert worden.
Das Projekt wurde gemeinsam mit anderen Entwürfen mit Walter-Antrieb aufgegeben, als die Sowjetunion begann, Atom-U-Boote als Rückgrat ihrer Flotte zu bauen, welche die gleichen operativen Vorteile wie Boote mit Walter-Antrieb aufwiesen.